# Башня Овлура
Ба́шня Овлу́ра (ингуш. Ӏо́влурга гӀа́ла, Ӏовлура гӀала) — исторический объект ингушской архитектуры, представлявший собой  классическую ингушскую боевую башню на территории города Назрани Республики Ингушетия. Была возведена в начале XIX века. Разрушена в 1869 году. По имеющимся данным башня Овлура была единственной такого рода башней, построенной в равнинной Ингушетии.

## История
В конце XVIII века в начале XIX века в Назрановской долине возникает множество мелких селений, основанных ингушами Тарской долины. Одно из таких селений называлось Овлур-Юрт, по имени Овлурга Сурхоевича Мальсагова. Он построил каменную башню с пирамидальной кровлей на северо-восточной окраине современного Гамурзиевского административного округа Назрани, названную в народе «Овлур-гӀала» («башня Овлура»).
25 августа 1869 года, ко дню десятилетия пленения имама Шамиля и окончания войны на Северо-Восточном Кавказе, по приказу начальника Терской области башня Овлура была разрушена. В настоящее время от башни остались лишь камни, положенные некогда в её основание.
В 1959 году башня Овлура была упомянута Д. Д. Мальсаговым в своём труде «О некоторых непонятых местах в «Слове о полку Игореве» в качестве одного из подтверждений своей гипотезы о том, что персонаж Слова о полку Игореве по имени Овлур мог быть горцем Северного Кавказа, и, что данное имя имеет ингушское происхождение.